# يونيون ماغدالينا
يونيون ماغدالينا (بالإسبانية: Unión Magdalena)‏ هو نادي رياضي كولومبي في كرة القدم، تأسس في سنة 1951 ويتمركز في مدينة سانتا مارتا.